# Cubillas de Rueda
Cubillas de Rueda é um município da Espanha na província de León, comunidade autónoma de Castela e Leão, de área 86,49 km² com população de 540 habitantes (2007) e densidade populacional de 6,87 hab/km².

## Demografia
| Variação demográfica do município entre 1991 e 2004 | Variação demográfica do município entre 1991 e 2004 | Variação demográfica do município entre 1991 e 2004 | Variação demográfica do município entre 1991 e 2004 |
| --------------------------------------------------- | --------------------------------------------------- | --------------------------------------------------- | --------------------------------------------------- |
| 1991                                                | 1996                                                | 2001                                                | 2004                                                |
| 765                                                 | 653                                                 | 616                                                 | 594                                                 |